# Kielmeyera rosea
Kielmeyera rosea är en tvåhjärtbladig växtart som beskrevs av Carl Friedrich Philipp von Martius. Kielmeyera rosea ingår i släktet Kielmeyera och familjen Calophyllaceae. Inga underarter finns listade i Catalogue of Life.